# Spirobassia hirsuta
Spirobassia hirsuta — вид квіткових рослин родини щирицевих (Amaranthaceae).

## Біоморфологічна характеристика

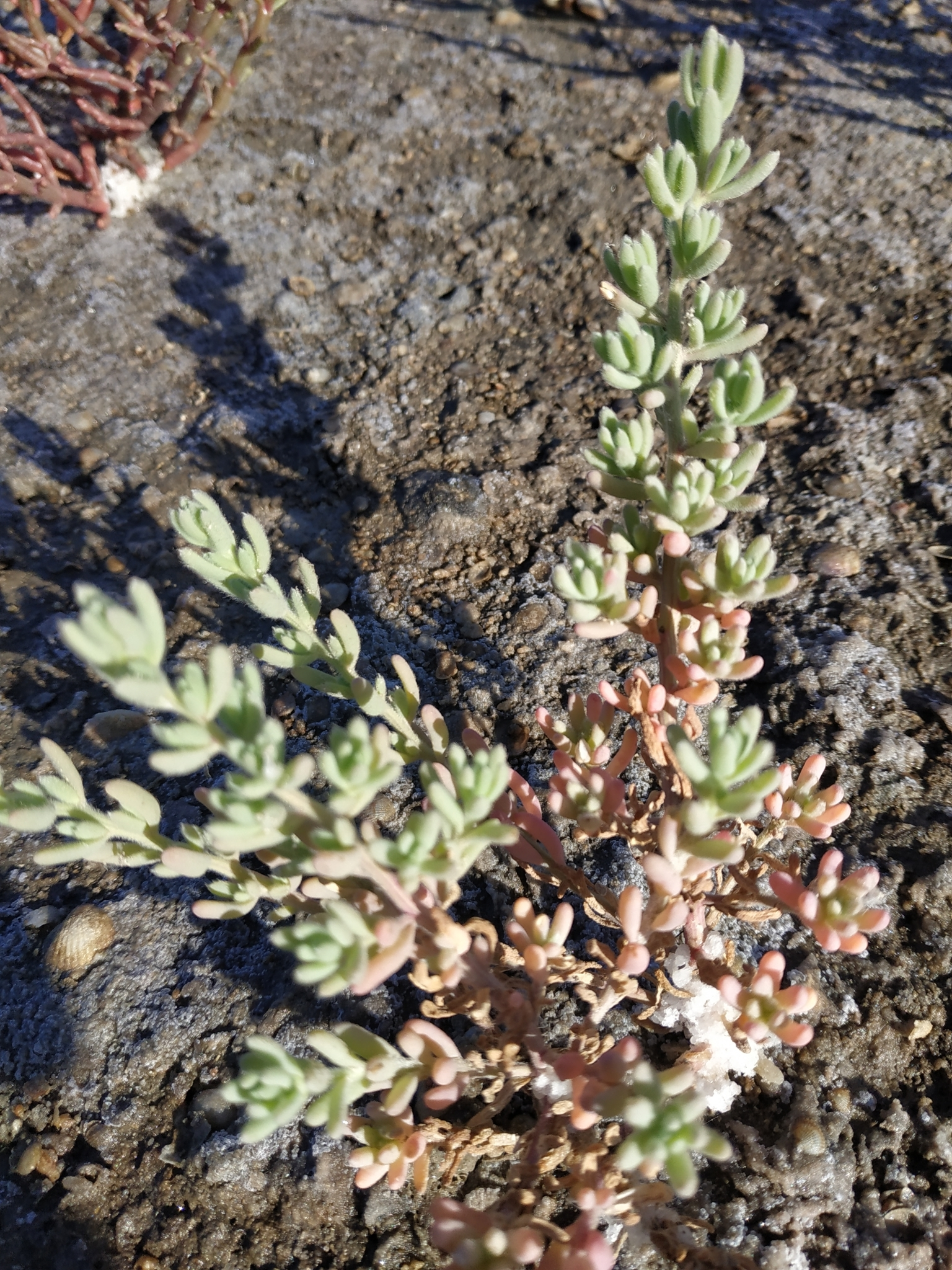

Це однорічна рослина 10–40 см заввишки. Квітки розташовані по 1–2, утворюючи вузьке, рідкісне, колосоподібне суцвіття, під час плодоношення штопороподібно вигнуте.

## Поширення
Росте у Євразії від Іспанії до Сіньцзяну.
В Україні вид росте на солончаках, переважно приморських, рідше біля солоних озер — на берегах Чорного та Азовського морів, у Лісостепу, рідко (с. Омельник Кременчуцького р-ну Полтавської обл.).